# Королёв, Фёдор Павлович
Фёдор Павлович Королёв (1888—1970) — русский офицер, герой Первой мировой войны. Участник Белого движения, полковник Корниловской артиллерийской бригады.

## Биография
В 1911 году окончил Тифлисское военное училище, откуда выпущен был подпоручиком в 52-ю артиллерийскую бригаду, в составе которой и вступил в Первую мировую войну. Произведен в поручики 14 февраля 1915 года «за выслугу лет». Удостоен ордена Св. Георгия 4-й степени
За то, что в бою 15 октября 1914 года у д. Тырковице, командуя горным взводом и находясь на правом фланге пехотного полка, на линии стрелковых цепей, успешно обстреливал неприятельские окопы. Когда противник, накопившись в роще на правом фланге, густыми колоннами пошел в атаку, очутившись в 150—200 шагах от взвода артиллерии, штабс-капитан Королев проявил необычайное хладнокровие, приказал повернуть орудия на 90° и картечным огнем в упор остановил атаку и рассеял австрийцев.
Пожалован Георгиевским оружием
За то, что в бою 15 октября 1914 года у с. Устржики Дольне, когда 3 батальона противника, сбив нашу роту, двинулись в атаку нашего правого фланга, отбил совместно с пехотой атаку противника картечным огнем с 400 шагов и тем не дал противнику возможности занять дорогу, являвшуюся единственным путем подвоза для корпуса.
Произведен в штабс-капитаны 20 июля 1915 года «за отличия в делах против неприятеля», в капитаны — 18 сентября 1916 года. 2 июня 1917 года назначен командующим 3-й батареей 52-й артиллерийской бригады, а 14 сентября — командующим 2-й батареей той же бригады.
С началом Гражданской войны вступил в Добровольческую армию. Участвовал в 1-м Кубанском походе в составе 2-й офицерской батареи. В сентябре 1918 года — полковник, командир 1-й батареи Корниловской артиллерийской бригады. В ноябре 1919 года — командир 1-го дивизиона той же бригады, в каковой должности оставался до эвакуации Крыма. Награждён орденом Св. Николая Чудотворца
За то, что 17 августа 1920 года, учитывая важность момента, выбрал наблюдательный пункт — командующий над всей местностью /колокольню/ и несмотря на обстрел такового со стороны противника, как орудийным, так пулеметным и ружейным огнем, и на возможность его захвата, все время находился на наблюдательном пункте и отбивал сосредоточенным артиллерийским огнем дивизиона все атаки противника и сводил на нет его намерения.

В конечном результате противник, понеся огромные потери, был отбит и обращен в бегство.

В бою 20 августа 1920 года под хут. Лукъяново, когда противник, спасая положение своего левого фланга, превосходными силами обрушился на наш полк, полковник Королев быстро выбросил весь свой дивизион на открытую позицию впереди своих цепей и ураганным огнем в упор не только отбил атаку, но и, нанося огромные потери, обратил его в бегство, являя собой все время пример выдающегося мужества и самоотвержения.
Галлиполиец, в феврале 1921 года — в 1-й батарее Корниловского артиллерийского дивизиона. Осенью 1925 года — в составе Корниловского артиллерийского дивизиона в Болгарии. По сообщению журнала «Часовой», Королёв умер в ноябре 1970 года в СССР.

## Награды
- Орден Святого Владимира 4-й ст. с мечами и бантом (ВП 2.08.1915)
- Орден Святого Георгия 4-й ст. (ВП 9.09.1915)
- Орден Святой Анны 4-й ст. с надписью «за храбрость» (ВП 24.09.1915)
- Георгиевское оружие (ВП 10.11.1915)
- Орден Святого Станислава 2-й ст. с мечами (ВП 16.10.1916)
- Орден Святителя Николая Чудотворца (Приказ Главнокомандующего № 500, 31 октября 1921)